# アンデシュ・テグネル
ニルス・アンデシュ・テグネル（Nils Anders Tegnell、1956年4月17日 - ）は、感染症を専門とするスウェーデンの医師、公務員。現在のスウェーデン国家疫学官
。2004年から2005年までスウェーデン感染症研究所に、2005年から2012年まで社会庁に勤めた。2012年に所長として感染症研究所に戻り、2013年より国家疫学官を務め、当初は感染症研究所に、同研究所とスウェーデン国立公衆衛生研究所の合併後はスウェーデン公衆衛生局に勤務している。
その役職において、2009年豚インフルエンザの世界的大流行と2019年新型コロナウイルスの世界的流行に際するスウェーデン国内の対応では重要な役割を果たした。

## 経歴
テグネルはウプサラで生まれた。1985年にルンド大学の医師免許を取得し、エステルスンドの郡病院で後に研修医となり、その後リンショーピング大学病院で感染症を専門とした。その手腕で、彼は1990年にスウェーデン最初のエボラ出血熱かマールブルグ出血熱と考えられるウイルス性出血熱の患者を治療した。
1990年から1993年まで、テグネルは世界保健機関(WHO)のためにラオスで働き、予防接種プログラムを制作した。エクスプレッセン紙のインタビューで、彼は1995年ザイールのキクウィットにおけるエボラ出血熱の感染爆発時に、WHOでスウェーデンの専門家チームと共に現場で働いたことを、貴重な経験として話している。また2002年から2003年まで、欧州委員会の国家専門家として炭疽症、天然痘、その他の感染症などの公衆衛生上の脅威に、欧州連合 (EU) レベルで対応するための活動を行った。

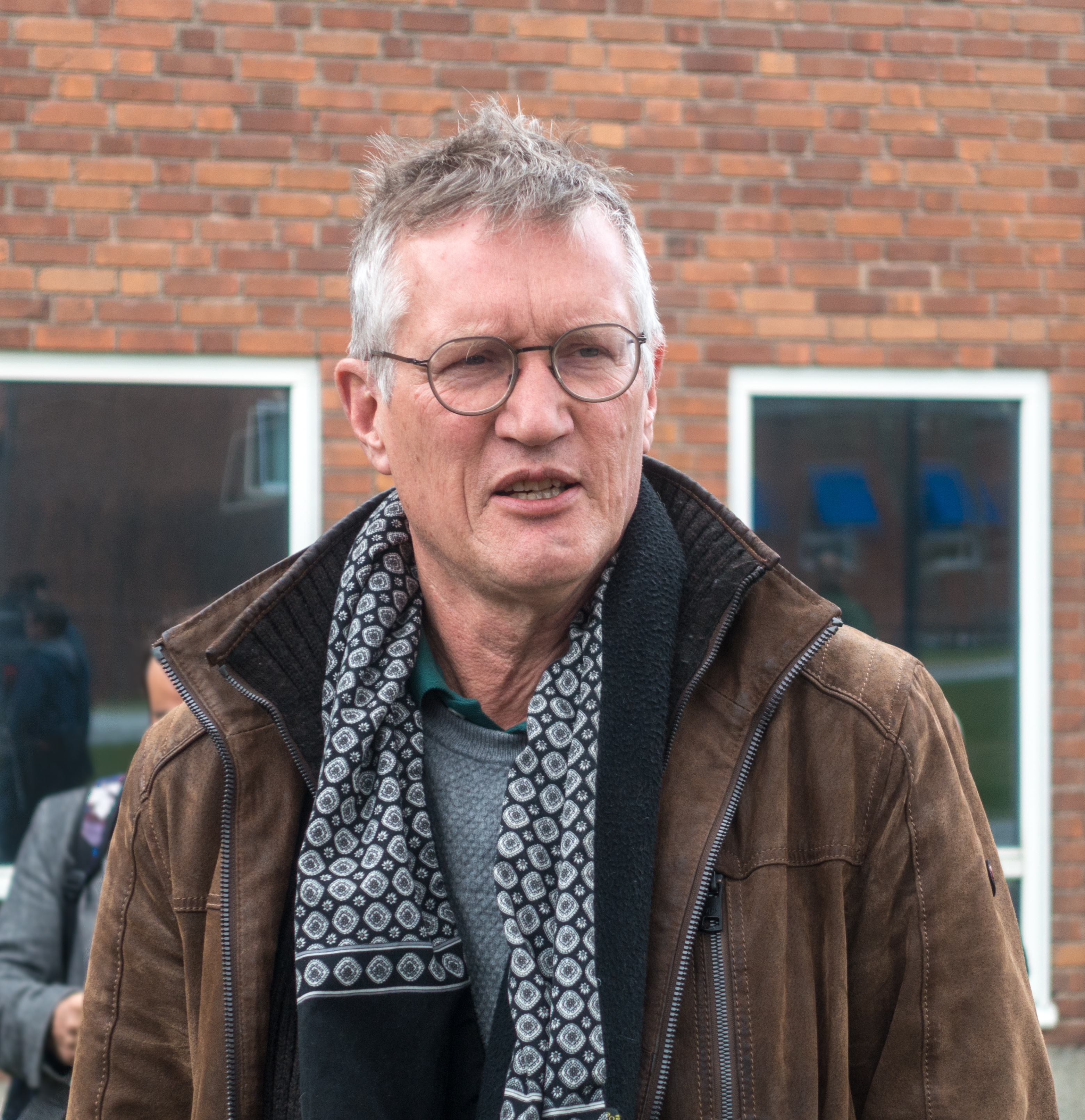
2020年にカロリンスカ研究所を退所したテグネル

テグネルは2003年にリンショーピング大学から医学のPhDを、2004年にロンドン大学衛生熱帯医学大学院から疫学のMScを取得した。2004年から2005年まではスウェーデン感染症対策研究所（現:スウェーデン公衆衛生局）に、2005年からは社会庁に勤務した。さらに2009年の豚インフルエンザ(H1N1)大流行に備えたスウェーデンの大規模予防接種プログラムでは、感染症対策部長として重要な役割を果たした。2010年から2012年までは、情報ベース政策局の局長を務めた。2012年から2013年には感染症対策研究所の所長を務めた。2013年以降はスウェーデンの国家疫学官であり、始めは感染症対策研究所に所属し、2014年にはスウェーデン公衆衛生局の一部となった。
2005年にアンデシュ・テグネルは王立軍事科学アカデミーの会員に選ばれた。彼の最初の講演は、社会におけるパンデミックの影響についてであった。

### 新型コロナウイルス感染症の流行
2020年4月2日、新型コロナウイルスの大流行はほとんどの西欧諸国に広がっており、その頃には既に多くの国々で検疫の措置が講じられてきた。だが、カナダの新聞グローブ・アンド・メールは、スウェーデンでは「ロックダウンも学校の閉鎖もパブへの立ち入り禁止もない」と報じた。しかし、3月17日に中等学校と大学では実際に近い場所で遠隔教育を受けることを推奨し、3月24日にはカフェやレストラン、バーはテーブルサービスのみを許可したため、正確なものではなかった。さらに、3月27日の時点で、スウェーデンでは50人以上の集会は禁止されていた。
スウェーデンの感染対策は、市民が責任を持って行動することに対し信頼されているとされている。広範囲にわたる厳しい禁止や制限の代わりに、当局は人々に良好な手の衛生管理を行い、可能であれば在宅勤務をして、社会的距離を保つよう助言している。一方、70代以上の人々には予防措置として自ら行う自己隔離を勧めている。

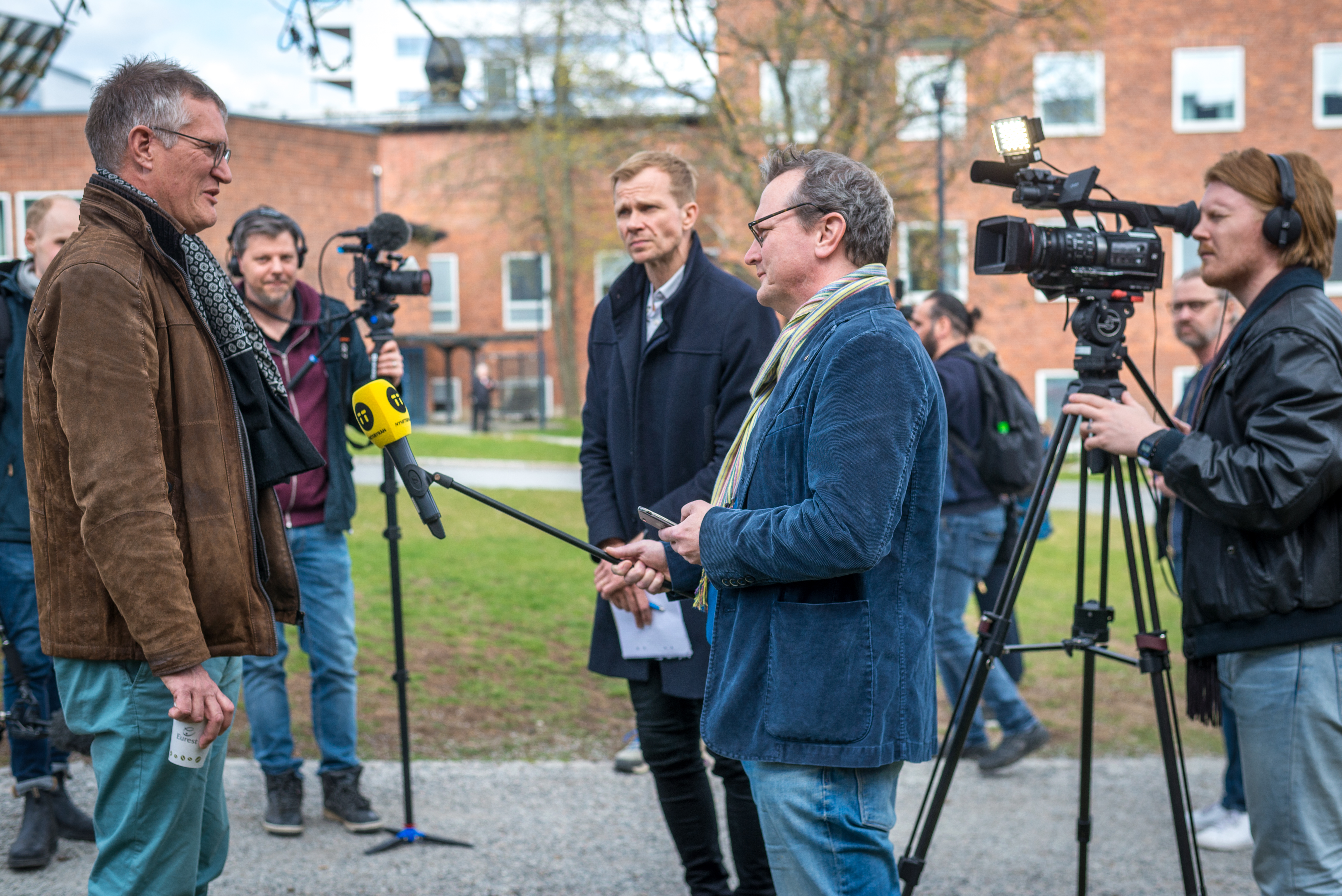
2020年4月の新型コロナウイルス感染症の大流行の際に毎日行われた記者会見でのテグネル

多くの医師や医療専門家、国際的な報道機関からの懐疑的な見方や批判があるにもかかわらず、スウェーデンはステファン・ロベーン首相が「常識」に言及するなど、自国の戦略を推し進めてきた。またテグネルは、この戦略の根底にあるのは、スウェーデン人が公的機関に対して持つ高い信頼や尊敬の念だけではなく、「自由な意志」を尊重する「長い伝統」なのだと述べた。シフォが実施した調査によれば、公衆衛生局に対する国民の信頼度は、3月9日から12日と3月21日から25日の間に65%から74%に上昇した。TV4に関して同社が行った2020年3月の調査によれば、スウェーデン国民の半数以上 (53%) がテグネルを信頼しており、これはスウェーデンの現職の政党の総裁の誰よりも高い数だった一方、18%が国家疫学者を信頼していないと回答した。4月の調査では、テグネルを信頼していると回答した人の割合は69%に増加した一方で、国家疫学者を信頼していないと回答した人の割合は11%に減少した。
この戦略は一般的にテグネルに起因したものとされている。彼は次のように述べた。
これまでのところ、老人ホームへの（ウイルスの）拡散はほとんどなく、病院への感染もほとんどありませんでした。これは非常に重要なことですが... スウェーデンで行っているこのような自主的な措置では、基本的には必要に応じて何か月も何年でも続けることができることがわかっています。これらの問題が終われば、いつも通り（経済が）早く動き始める可能性が非常に、非常にあります。
スウェーデンでは、スウェーデンにある伝統を踏襲しながら、私たちの自主的な政策を非常に重視し、正しいことを国民に知らせることに力を入れています。これまでのところ、それなりにうまくいっています。
2020年4月2日、ダーゲンス・エコは、少なくとも90の自治体のリタイヤメント・ホーム内で新型コロナウイルスの著しい感染の蔓延が発生したと報告した。これまで政府と公衆衛生当局は、複数の自治体でリタイヤメント・ホームへの外部訪問を強く勧めていたが、それらを完全に禁止することとなった。リタイヤメント・ホームへの外部訪問の全国規模の禁止は、4月1日に施行された。
2020年4月21日、テグネルはネイチャーのマルタ・パテルリーニのインタビューを受けた。その中で、次のように述べている。
私見としては、国境封鎖は馬鹿げています、なぜならCOVID-19は今や欧州全ての国に存在しているのです
この段階で学校閉鎖は無意味です。さらに、若い世代は活動的にしておくことが精神衛生上にも身体的健康にも有益なのです。
2020年4月28日、テグネルはUSAトゥデイのキム・イェルムガードにインタビューを受けた。インタビューの間、彼は「集団免疫がスウェーデンの封じ込め計画の中心的な推進力となったことを否定」した。むしろ、テグネルは次のように述べている。
私たちは、感染速度をストックホルムの医療体制が維持できるレベルに保とうとしています... 私たちはこの中で集団免疫を計算しているわけではありません。様々な対策を講じて、感染速度をできるだけ低く保とうとしているのですが...（国境の閉鎖や事業の凍結などを行って）感染を防ぐことができると信じている国は、ある段階で間違いを犯している可能性が高いでしょう。私たちはこの感染症と共存する方法を学んでいく必要があります... 一見すると、スウェーデンの経済は他の国よりもかなり回復してきているようにも見えます。私たちの戦略が成功したのは、まだ医療体制を維持できているからなのです。それが私たちが見ている尺度です... この危機が示しているのは、介護施設について真剣に考える必要があるということです。なぜなら（スウェーデンの新型コロナウイルス感染症による死亡者の3分の1以上が、介護施設で報告されていることから）介護施設は感染症の感染に対して非常に自由度が高く、その環境の中で感染を制御するのに非常に苦労していたからです。

## 私生活
テグネルはリンショーピング郊外のヴレタ・クロスターに妻マーギットと共に暮らしており、そこからストックホルムのソルナに毎日通勤している。またエミリー、サスキア、アンミックの3人の娘がいる。余暇にはガーデニングや旅行を楽しんでいる。

## 栄誉・勲章・賞・名声
- 王立軍事科学アカデミー (Kungliga Krigsvetenskapsakademien) 会員、2005年。